# Рок-Крік (Вісконсин)
Рок-Крік (англ. Rock Creek) — місто (англ. town) в США, в окрузі Данн штату Вісконсин. Населення — 1003 особи (2020).

## Демографія
Згідно з переписом 2010 року, у місті мешкало 1000 осіб у 359 домогосподарствах у складі 280 родин. Було 391 помешкання
Расовий склад населення:
| - 98,4 % — білих - 0,3 % — азіатів - 0,1 % — корінних американців |

До двох чи більше рас належало 0,4 %. Частка іспаномовних становила 2,4 % від усіх жителів.
За віковим діапазоном населення розподілялося таким чином: 27,9 % — особи молодші 18 років, 62,2 % — особи у віці 18—64 років, 9,9 % — особи у віці 65 років та старші. Медіана віку мешканця становила 37,7 року. На 100 осіб жіночої статі у місті припадало 102,0 чоловіків;  на 100 жінок у віці від 18 років та старших — 103,1 чоловіків також старших 18 років.
Середній дохід на одне домашнє господарство  становив 76 189 доларів США (медіана — 62 212), а середній дохід на одну сім'ю — 98 653 долари (медіана — 79 306). Медіана доходів становила 52 500 доларів для чоловіків та 42 946 доларів для жінок. За межею бідності перебувало 13,5 % осіб, у тому числі 24,9 % дітей у віці до 18 років та 5,2 % осіб у віці 65 років та старших.
Цивільне працевлаштоване населення становило 420 осіб. Основні галузі зайнятості: освіта, охорона здоров'я та соціальна допомога — 22,9 %, виробництво — 11,9 %, науковці, спеціалісти, менеджери — 11,7 %.